# Перере
Перере (фр. Pèrèrè) — коммуна, округ, город Бенина. Площадь 2 017 км², население 78 988 человек (2013).

## География
Шесть округов коммуны: Гнинси, Гинагуру, Кпане, Пебье, Перере и Сонту.
| - Crotalaria graminicola - Desmodium ramosissimum - Indigofera deightonii |